# Odesia maculata
Odesia maculata är en stekelart som först beskrevs av Gyöö Viktor Szépligeti 1908.  Odesia maculata ingår i släktet Odesia och familjen bracksteklar. Inga underarter finns listade i Catalogue of Life.